# 迪法恩斯 (密蘇里州)
迪法恩斯（英語：Defiance）是位於美國密蘇里州聖查爾斯縣的普查規定居民點。

## 歷史
迪法恩斯的郵局自1893年營運至今。

## 人口
根據2020年美國人口普查的數據，迪法恩斯的面積為145.350平方千米，當中陸地面積為141.828平方千米，而水域面積為3.522平方千米。當地共有人口155人，而人口密度為每平方千米1.07人。